# 해남 구 목포구 등대
해남 구 목포구 등대는 대한민국 전라남도 해남군 화원면 매월리에 있는 대한제국시대의 건축물이다. 2008년 7월 14일 대한민국의 국가등록문화재 제379호로 지정되었다.

## 개요
해남 구(舊) 목포구(木浦口) 등대는 다도해에서 목포로 들어오는 바닷길의 길목인 해남군 화원반도와 목포시 달리도 사이의 협수로를 통항하는 선박의 길잡이 역할을 한 시설물이다. 원형 평면에 등롱부가 등명기를 받칠 수 있도록 2층으로 구성되어 있고, 전면 출입구 포치(porch)는 상부 캐노피가 둥근 아치형으로 돌출되어 있다. 돔형 지붕 위에는 풍향계가 있고, 등롱 위에는 계단과 등롱 지붕의 손잡이가 원형 그대로 남아 있다.

## 참고 자료
- 해남 구 목포구 등대 - 국가유산청 국가유산포털